# L'Artisan
L'Artisan är en opéra comique i en akt med musik av Jacques Fromental Halévy och libretto av Jules-Henri Vernoy de Saint-Georges.
L'Artisan var den första av Halévys operor som sattes upp (på Opéra-Comique i Paris den 30 januari 1827) med "Madame Casimir" (sopran) och Louis-Augustin Lemonnier (tenor) i huvudrollerna. Handlingen tilldrar sig på ett skeppsvarv i Antibes. Operan lades ned efter 14 föreställningar och har inte spelats sedan dess.